# Charles Montpetit
Pour les articles homonymes, voir Montpetit.
Charles Montpetit, né le 3 janvier 1958 à Montréal (Québec), est un romancier, nouvelliste et scénariste canadien.

## Biographie
Il a un baccalauréat en communication de l'Université Concordia. 
Il a collaboré à de nombreuses revues dont Femme, La Nouvelle Barre du jour, Lurelu et Solaris.

## Œuvres (À compléter)
Charles Montpetit a créé les œuvres suivantes :
- "Temps perdu" et sa suite "Temps mort".

- "La Première Fois".

## Honneurs
- 1973 - Prix Actuelle-jeunesse, Moi ou la planète
- 1984 - Finaliste pour le Prix du Conseil des Arts du Canada, Temps perdu
- 1989 - Prix du Gouverneur général, Temps mort
- 1989 - Prix Aurora, Temps mort
- 1992 - Prix White Raven de la Bibliothèque internationale des jeunes, La première fois
- 1993 - Prix Le Signet d'or de Télé-Québec, Copie carbone
- 1993 - Finaliste du Prix Christie, Copie carbone